# Horus transvaalensis
Horus transvaalensis är en spindeldjursart som beskrevs av Beier 1964. Horus transvaalensis ingår i släktet Horus och familjen Olpiidae. Inga underarter finns listade i Catalogue of Life.